# Kim Campbell
Avril Phædra Douglas "Kim" Campbell là nhà chính trị, luật sư, giáo sư đại học, nhà ngoại giao và nhà văn người Canada. Bà là thủ tướng Canada thứ 19 từ ngày 25 tháng 6 đến ngày 4 tháng 11 năm 1993 và cũng là nữ thủ tướng đầu tiên và duy nhất của Canada tính tới thời điểm này. Bà là người đầu tiên giữ chức vụ này sinh sau thế chiến thứ hai và là người duy nhất sinh tại British Columbia.